# Capella del Carme de l'Alcora
La Capella del Carme, també coneguda com a Capella Marco, és un Bé de Rellevància Local del municipi de l'Alcora, a la comarca de l'Alcalatén. Està ubicada al final del carrer Major, en una petita placeta, que es forma en unir-se-li el carrer Teixidors.

## Història
En aquest local, existia antany una ferreria que, en 1739, va ser adquirida pel canonge de la Catedral de València, Vicente Marco Lloris de la Torreta, que va decidir, construir al seu lloc una capella (que es va edificar entre 1740-1743), dedicada en un principi a la Mare de Déu dels Dolors, segons sembla per a compliment d'una promesa en sortir il·lès en la seva joventut d'un greu accident a cavall.
Més tard, passarà a ser oratori de la Llar d'Ancians Mare Rosa Ojeda i Creus, el qual estava annex a la capella, motiu pel qual, va canviar la seva advocació per la de la Mare de Déu del Carme, ja que la llar d'avis estava regentat per les Germanes Carmelites de Sant Josep. Actualment, l'oratori continua en ús i perfectament conservat.

## Descripció
La capella té una estreta façana (la qual queda encaixada entre les edificacions confrontants) amb un accés (una bella portada de pedra, formada per un arquitrau adornat i presentant un òcul cec sostingut per les pilastres que emmarquen la porta amb llinda, emplanxada i tatxonada) que porta directe al costat de l'Evangeli. Sobre l'adovellada porta, es pot observar l'escut llaurat dels Cinzúnegui Marc, i presenta una espadanya de carreus amb la seva campana, després de la qual es deixa veure la cúpula de teules que té una creu de forja com a rematada.
En el seu interior cal destacar, pel seu valor artístic, el sòcol de rajoles del segle xviii de la fàbrica del Comte Aranda, que recorre tots els seus paraments. Una imatge del Crist presideix la moderna part de darrere de l'altar.